# Salastinsaaret
Salastinsaaret är öar i Finland. De ligger i sjön Saimen och i kommunen Taipalsaari i den ekonomiska regionen  Villmanstrands ekonomiska region  och landskapet Södra Karelen, i den södra delen av landet, 200 km nordost om huvudstaden Helsingfors. Arean för den av öarna koordinaterna pekar på är 6,3 hektar och dess största längd är 440 meter i sydöst-nordvästlig riktning.  Notera att namnet antyder att det är fråga om flera öar.